# 2464 Nordenskiöld
A 2464 Nordenskiold (ideiglenes jelöléssel 1939 BF) a Naprendszer kisbolygóövében található aszteroida. Yrjö Väisälä fedezte fel 1939. január 19-én.